# 比利亚穆列尔德坎波斯
比利亚穆列尔德坎波斯，是西班牙卡斯蒂利亚-莱昂巴利亚多利德省的一个市镇。总面积18平方公里，总人口80人（2001年），人口密度4人/平方公里。